# Bulbophyllum pocillum
Bulbophyllum pocillum är en orkidéart som beskrevs av Jaap J. Vermeulen. Bulbophyllum pocillum ingår i släktet Bulbophyllum och familjen orkidéer. Inga underarter finns listade i Catalogue of Life.